# Devil Is a Loser
Devil Is a Loser – drugi singel fińskiej grupy Lordi z płyty Get Heavy. Na teledysku do piosenki, tak samo jak na okładce Get Heavy, nie widać już basisty Magnuma.
Utwór ten przyniósł zespołowi dużą sławę w Finlandii oraz pozwolił zaprzeczyć pogłoskom, jakoby muzycy byli satanistami – słowa „Devil Is a Loser” znaczą po polsku „diabeł jest przegrany”.

## Lista utworów
1. „Devil Is a Loser” (wersja albumowa) – 03:29
2. „Don’t Let My Mother Know” – 03:32
3. „Devil Is a Loser” (teledysk)

## Teledysk
Teledysk ukazuje bal z okazji święta Halloween i bawiących się na nim ludzi przebranych w kostiumy. Nagle następuje zwarcie i do klubu wchodzi Kalma. Potem grupa zaczyna grać piosenkę „Devil Is a Loser” za wielką folią. W folii jest dziura, przez którą zagląda jedna z dziewczyn bawiących się na imprezie. Mr. Lordi chwyta ją za głowę, robiąc coś w rodzaju „prania mózgu”, po którym dziewczynie zanikają źrenice, a ona śpiewa wraz z zespołem. Folia opada i przerażonym ludziom ukazuje się zespół.